# Liolaemus darwinii
Liolaemus darwinii är en ödleart som beskrevs av  Bell 1843. Liolaemus darwinii ingår i släktet Liolaemus och familjen Tropiduridae. Inga underarter finns listade i Catalogue of Life.